# Wislikofen
Wislikofen est une ancienne commune et une localité de la commune de Zurzach, située dans le district argovien de Zurzach, en Suisse.
La commune a fusionné, le 1er janvier 2022, avec les communes de Baldingen, Böbikon, Kaiserstuhl, Rekingen, Rietheim, Rümikon et Bad Zurzach pour former la commune de Zurzach.